# (524522) 2002 VE68
(524522) 2002 VE68 هو كويكب، يقع ضمن كويكبات آتن. اكتشف في 11 نوفمبر 2002. وقد اكتشفه مرصد لويل للبحث عن الأجرام القريبة من الأرض.

## روابط خارجية
- (524522) 2002 VE68 في قاعدة بيانات مختبر الدفع النفاث لأجرام النظام الشمسي الصغيرة

- الاكتشاف · مخطط المدار ·  العناصر المدارية · المعلمات المادية

- (524522) 2002 VE68 على موقع ويكي سكاي: DSS2, SDSS, GALEX, IRAS, Hydrogen α, X-Ray, Astrophoto, Sky Map, Articles and images